# Joshua Logan
Joshua Lockwood Logan III (ur. 5 października 1908 w Texarkana, zm. 12 lipca 1988 w Nowym Jorku) – amerykański reżyser filmowy i teatralny, pisarz oraz scenarzysta.
Logan otrzymał 2 nominacje do Oscara za reżyserię filmów Piknik (1955) i Sayonara (1957). Pierwszy z tych filmów przyniósł mu także Złoty Glob dla najlepszego reżysera, a drugi z nich nominację do tej nagrody.

## Filmografia
- Mister Roberts (1955, jeden z reżyserów); także scenariusz
- Piknik (1955)
- Przystanek autobusowy (1956)
- Sayonara (1957)
- Południowy Pacyfik (1958); także scenariusz
- Tall Story (1960); także produkcja
- Fanny (1961); także scenariusz
- Ensign Pulver (1964); także scenariusz i produkcja
- Camelot (1967)
- Pomaluj swój wóz (1969)